# Campo di concentramento di Pechera
Il campo di concentramento di Pechera (anche Pechora o Pecioara; in russo: Печера o Печора) fu un campo di concentramento gestito dalla Romania durante la seconda guerra mondiale nel villaggio di Pechera, ora in Ucraina.

## Storia
Il campo si trovava nella zona di occupazione rumena dell'Ucraina, fu istituito sul terreno recintato di una tenuta privata della nobile famiglia polacca Potocki sulle rive del fiume Bug meridionale, in precedenza trasformata in un sanatorio per i malati di tubercolosi dopo la rivoluzione russa.
A partire dal novembre 1941, gli ebrei delle regioni circostanti, tra cui Tulchyn, Bratslav, Shpikov, Tostyanets, così come le regioni più lontane, furono portati a Pechera per morire nei terreni recintati. Nel campo, i prigionieri furono assassinati non attraverso lo sterminio sistematico con il gas, ma piuttosto attraverso la fame, la sete e l'esposizione agli elementi.
Al momento non sono disponibili foto del campo in funzione, anche se le testimonianze dei sopravvissuti sono abbondanti.
Sebbene le stime varino, si ritiene che nel campo siano stati uccisi fino a 35000 prigionieri. Quando il campo fu liberato dall'Armata Rossa il 17 marzo 1944, non erano rimaste in vita più di 300-400 persone. Una fossa comune si trova nel vicino cimitero ebraico.

## Eredità
Oggi i terreni dell'ex tenuta sono conosciuti come "Parco Pechera" e sono aperti ai visitatori, mentre l'edificio amministrativo principale sul terreno funge da ospedale. Sono presenti pochi ricordi del suo ruolo sinistro durante la guerra: sul terreno sono state erette alcune targhe commemorative, mentre un monumento più ampio e ulteriori lapidi commemorative si trovano nel sito delle fosse comuni del cimitero ebraico.

## Galleria d'immagini

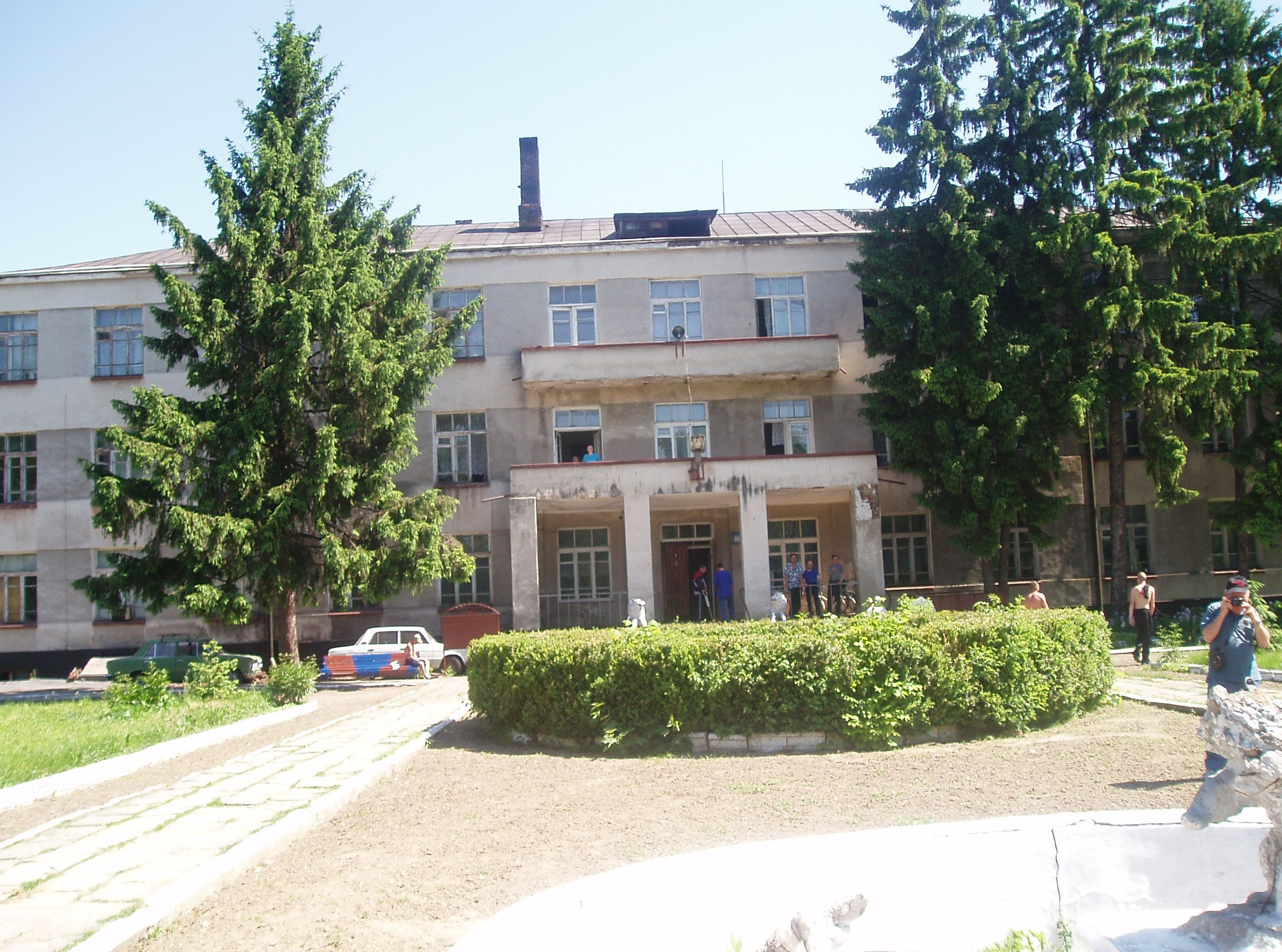
Edificio amministrativo principale
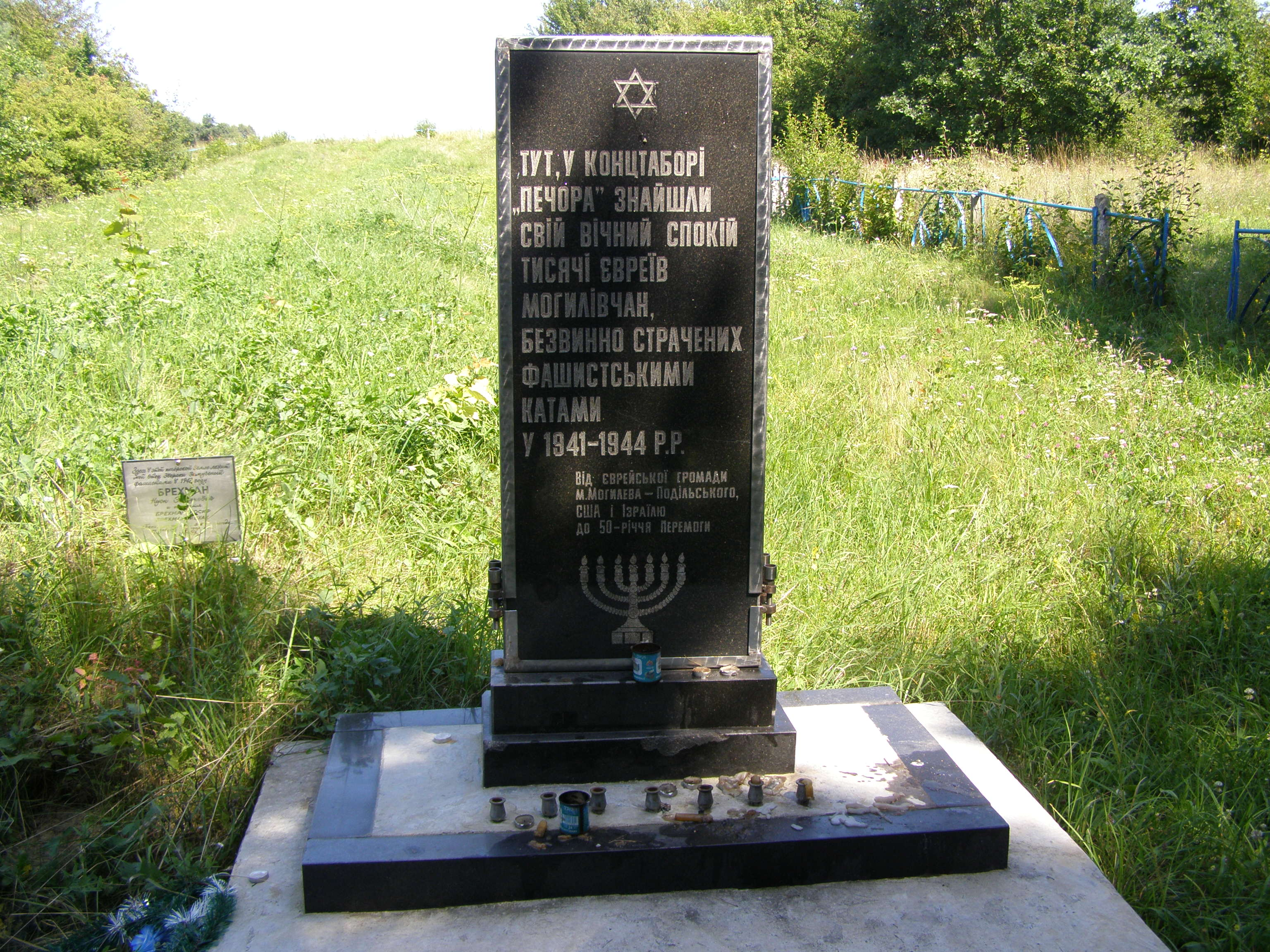
Monumento alle fosse comuni nel cimitero ebraico
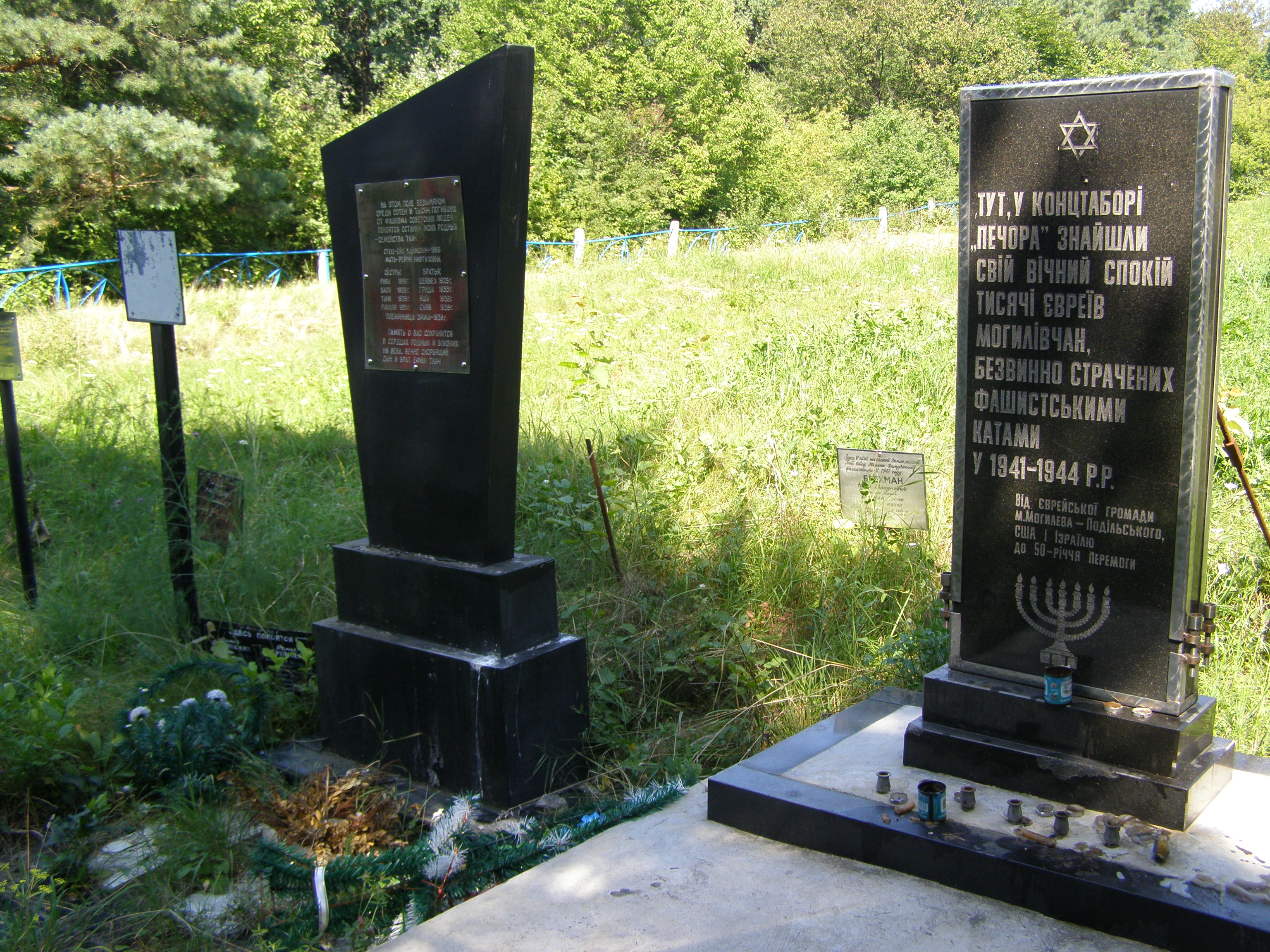
Monumento alle fosse comuni nel cimitero ebraico
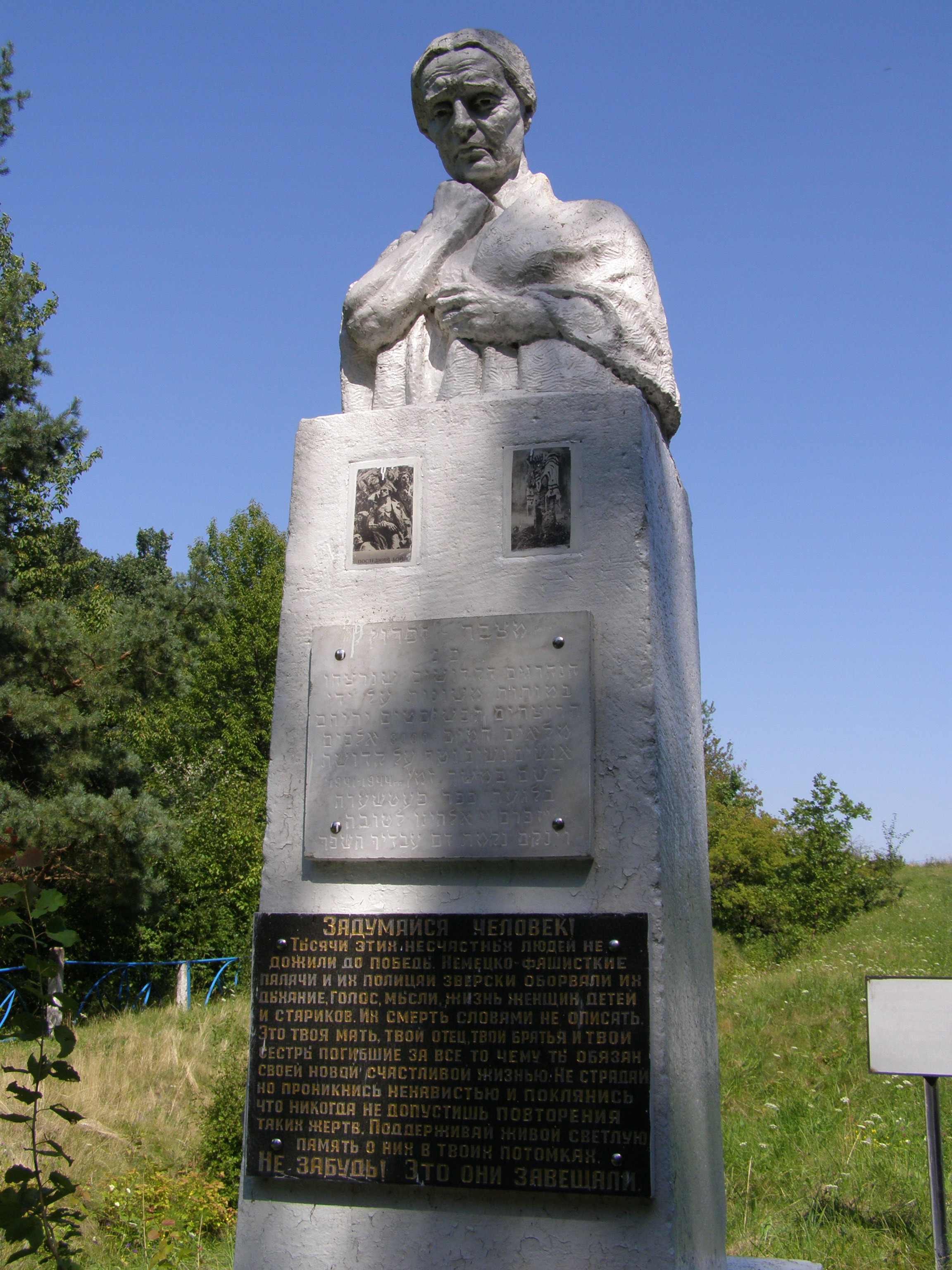
Monumento alle fosse comuni nel cimitero ebraico
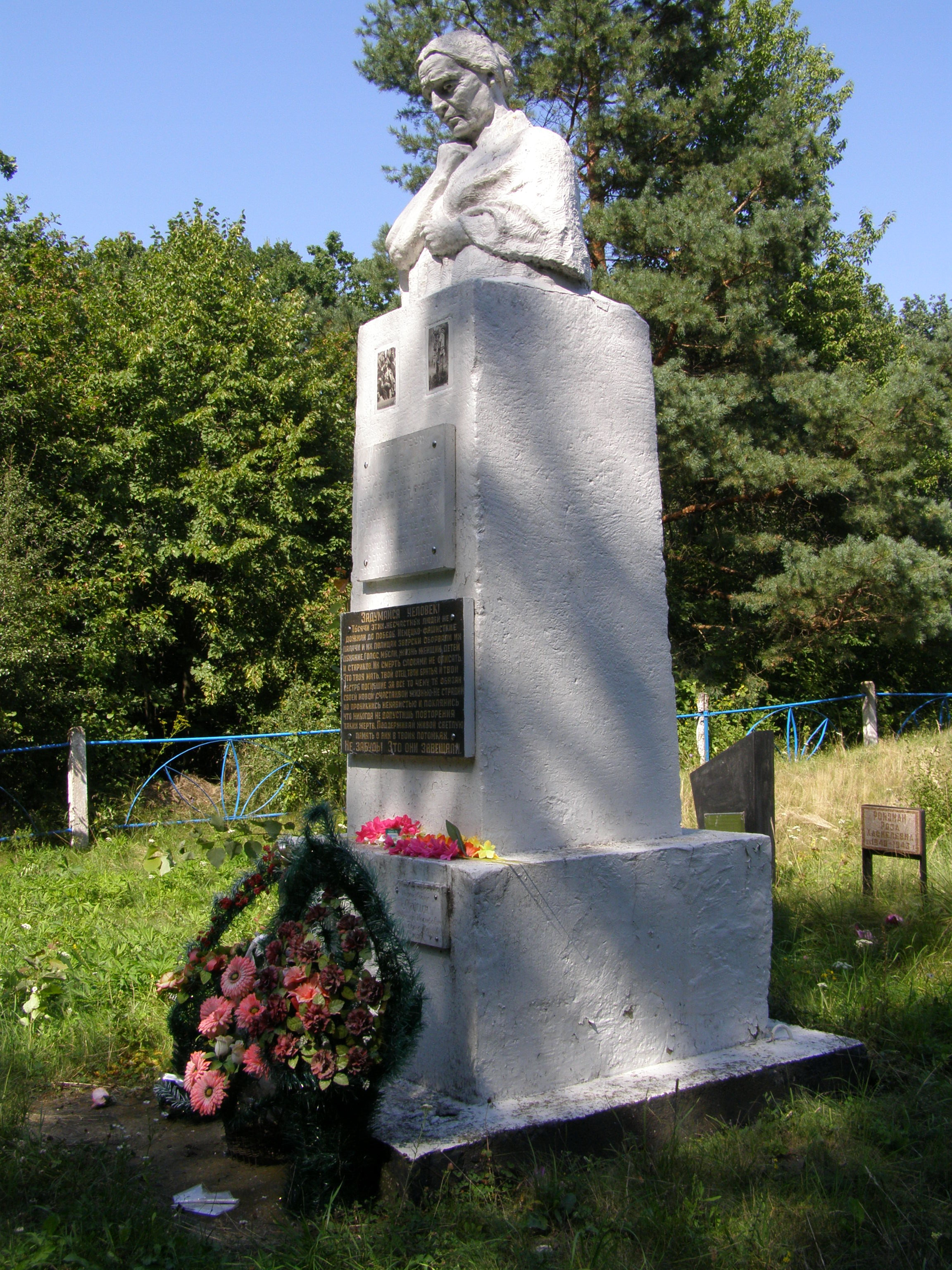
Monumento alle fosse comuni nel cimitero ebraico
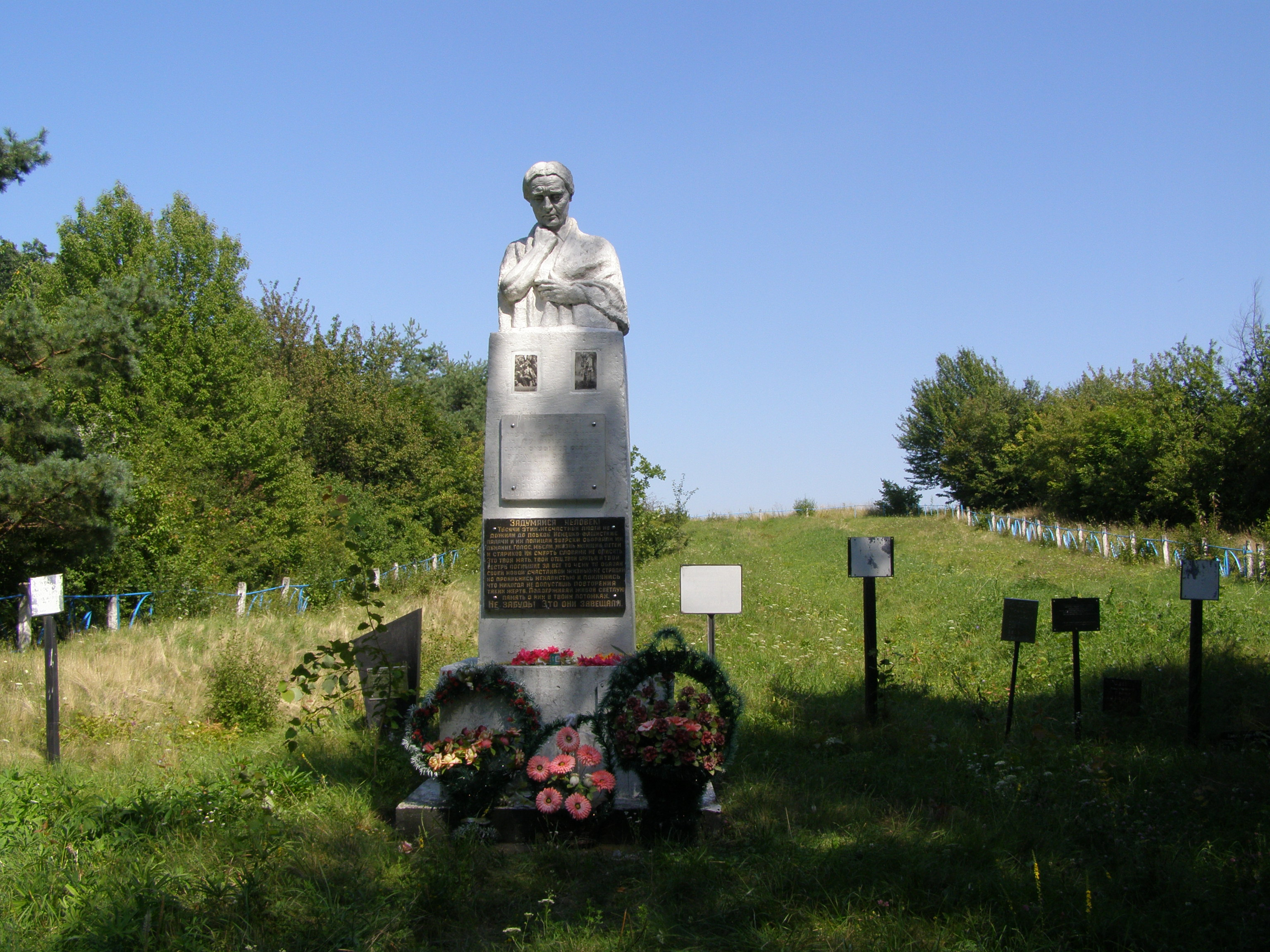
Monumento alle fosse comuni nel cimitero ebraico
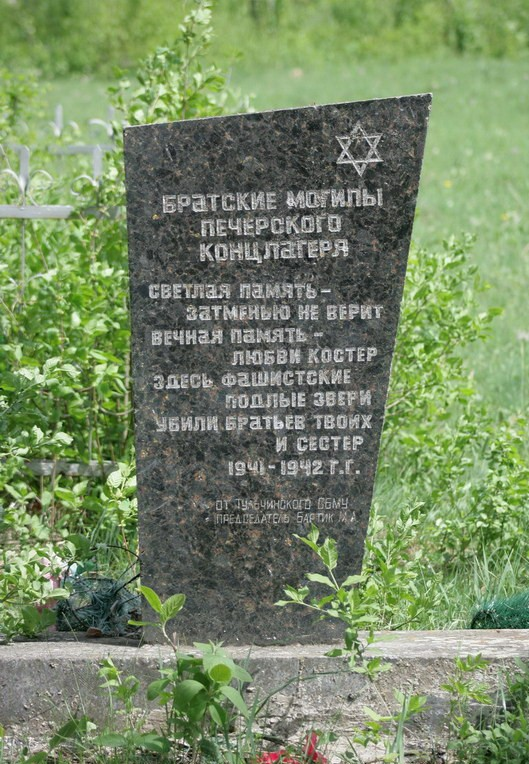
Monumento alle fosse comuni nel cimitero ebraico